# کندس هیلیگاس
کندِس هیلیگاس (انگلیسی: Candace Hilligoss؛ زادهٔ ۱۴ اوت ۱۹۳۵) بازیگر اهل ایالات متحده آمریکا است. از فیلم‌هایی که وی در آن نقش داشته‌است، می‌توان به کارناوال ارواح اشاره کرد.